# زاكاري وايت
زاكاري وايت (بالإنجليزية: Zachary Wyatt)‏ هو أحيائي وسياسي أمريكي، ولد في 7 أكتوبر 1984 في كيركفيل في الولايات المتحدة. حزبياً، نشط في الحزب الجمهوري. وقد انتخب عضو مجلس نواب ولاية ميسوري.